# Cuius est solum eius est usque ad coelum et ad inferos
Cuius est solum eius est usque ad coelum et ad inferos, o Usque ad sidera, usque ad inferos, è una massima latina che esprime il principio per cui il proprietario di un suolo gode di una situazione di assoluta preminenza sullo stesso, estendendosi a tutto quello che sta sopra la terra e a tutto quello che sta sotto; senza alcuna limitazione, letteralmente "dal cielo agli inferi", o "dalle stelle fino agli inferi"; nel linguaggio moderno, "da cielo a terra".
La locuzione non esiste nel diritto romano classico ed è di solito attribuita ad Accursio (XIII secolo), che la usò discutendo del diritto ad avere tombe e loculi liberi dall'interferenza di edifici sovrastanti.